# Zwergen
Zwergen ist ein Stadtteil der Kleinstadt Liebenau im nordhessischen Landkreis Kassel. 

## Geographische Lage

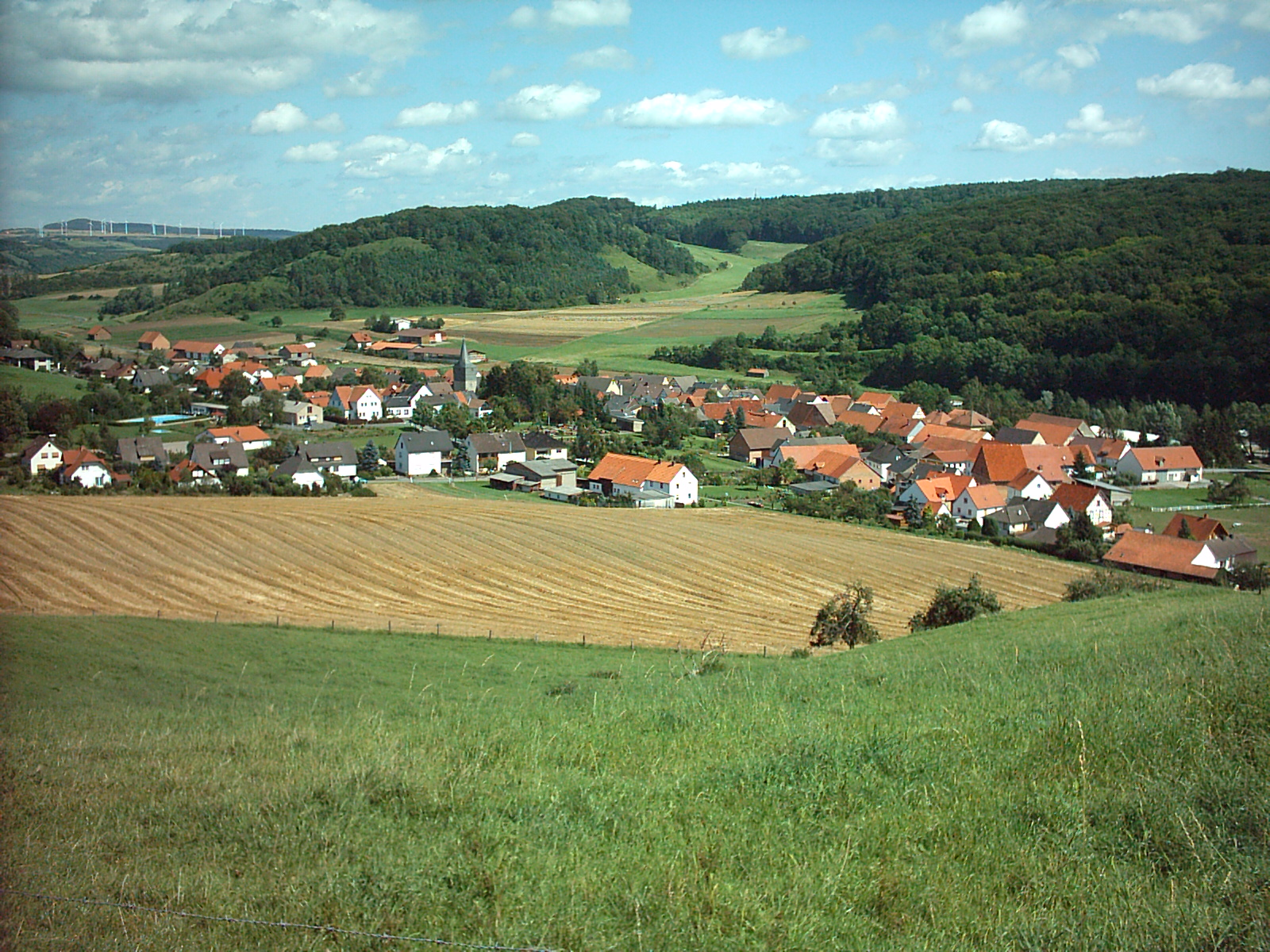
Zwergen von der Kolt gesehen (19. Aug. 2004)

Der Ort liegt im Tal der Warme, einem rechten Nebenzufluss der Diemel. Die Kernstadt Liebenau befindet sich 2 Kilometer (km) nördlich, Hofgeismar 6 km östlich, Warburg 10 km westlich und Kassel 23 km südöstlich (alle Angaben in Luftlinie bis zum jeweiligen Stadtzentrum).

## Geschichte
Über 4000 Jahre alte Grabanlagen und Bodenfunde deuten auf eine Besiedlung der Gegend mindestens seit der ausgehenden Jungsteinzeit am Übergang zur Bronzezeit hin.
Die älteste bekannte schriftliche Erwähnung von Zwergen unter dem Namen Duiren datiert zwischen 973 und 975.

### Gebietsreform
Im Zuge der Gebietsreform in Hessen wurde die bis dahin selbständige Gemeinde Zwergen kraft Landesgesetz zum  1. August 1972 ein Stadtteil von Liebenau.
Für Zwergen, wie für die nach Liebenau eingegliederten ehemals selbständigen Gemeinden und die Kernstadt (Stadtteile), wurden Ortsbezirke mit Ortsbeirat und Ortsvorsteher nach der Hessischen Gemeindeordnung gebildet.

### Bevölkerung

#### Einwohnerentwicklung
Quelle: Historisches Ortslexikon
- 1585: 40 Haushaltungen
- 1747: 74 Haushaltungen

| Zwergen: Einwohnerzahlen von 1834 bis 2022 | Zwergen: Einwohnerzahlen von 1834 bis 2022 | Zwergen: Einwohnerzahlen von 1834 bis 2022 | Zwergen: Einwohnerzahlen von 1834 bis 2022 | Zwergen: Einwohnerzahlen von 1834 bis 2022 |
| --- | ------------------------------------------ | ------------------------------------------ | ------------------------------------------ | ------------------------------------------ |
| Jahr |                                            |                                            |                                            | Einwohner                                  |
| 1834 | 1834                                       |                                            | 554                                        | 554                                        |
| 1840 | 1840                                       |                                            | 604                                        | 604                                        |
| 1846 | 1846                                       |                                            | 637                                        | 637                                        |
| 1852 | 1852                                       |                                            | 602                                        | 602                                        |
| 1858 | 1858                                       |                                            | 610                                        | 610                                        |
| 1864 | 1864                                       |                                            | 603                                        | 603                                        |
| 1871 | 1871                                       |                                            | 588                                        | 588                                        |
| 1875 | 1875                                       |                                            | 581                                        | 581                                        |
| 1885 | 1885                                       |                                            | 557                                        | 557                                        |
| 1895 | 1895                                       |                                            | 521                                        | 521                                        |
| 1905 | 1905                                       |                                            | 431                                        | 431                                        |
| 1910 | 1910                                       |                                            | 409                                        | 409                                        |
| 1925 | 1925                                       |                                            | 428                                        | 428                                        |
| 1939 | 1939                                       |                                            | 377                                        | 377                                        |
| 1946 | 1946                                       |                                            | 703                                        | 703                                        |
| 1950 | 1950                                       |                                            | 637                                        | 637                                        |
| 1956 | 1956                                       |                                            | 480                                        | 480                                        |
| 1961 | 1961                                       |                                            | 445                                        | 445                                        |
| 1967 | 1967                                       |                                            | 429                                        | 429                                        |
| 1970 | 1970                                       |                                            | 417                                        | 417                                        |
| 1980 | 1980                                       |                                            | ?                                          | ?                                          |
| 1990 | 1990                                       |                                            | ?                                          | ?                                          |
| 2000 | 2000                                       |                                            | ?                                          | ?                                          |
| 2011 | 2011                                       |                                            | 363                                        | 363                                        |
| 2019 | 2019                                       |                                            | 378                                        | 378                                        |
| 2022 | 2022                                       |                                            | 395                                        | 395                                        |
| Datenquelle: Historisches Gemeindeverzeichnis für Hessen: Die Bevölkerung der Gemeinden 1834 bis 1967. Wiesbaden: Hessisches Statistisches Landesamt, 1968. Weitere Quellen: ; Zensus 2011; Stadt Liebenau: |                                            |                                            |                                            |                                            |

#### Religionszugehörigkeit
| • 1961: | 406 evangelische (= 91,24 %), 35 katholischen (= 7,87 %) Einwohner |

## Wirtschaft und Infrastruktur

### Verkehr
Einige Kilometer vom Ort entfernt verlaufen drei Bundesstraßen; westlich bzw. südlich die B 7, östlich die B 83 und nördlich die B 241.
Die nächsten Autobahnanschlussstellen befinden sich bei Warburg und Breuna an der A 44.
In Warburg und Kassel befinden sich IC- bzw. ICE-Bahnhöfe; weitere Regionalbahnhöfe gibt es in Liebenau, Hümme und Hofgeismar. Der nächste Regionalflughafen ist der Flughafen Kassel-Calden. Die Buslinie 47 verkehrt dort zwischen Vellmar-Nord (Anbindung an die Straßenbahnlinie 1 nach Kassel-Wilhelmshöhe (Park)) und dem Flughafen Kassel-Calden (Anbindung an die Buslinie 100 ebenfalls nach Kassel-Wilhelmshöhe (Bahnhof)).

### Tourismus
Der noch stark landwirtschaftlich geprägte Ort besitzt keine Industriebetriebe; es ist jedoch eine touristische Grundinfrastruktur vorhanden.
- Im Ort gibt es einige Unterkunftsmöglichkeiten in Ferienwohnungen und einen Campingplatz mit angeschlossenem Ponyhof.
- In Zwergen ist ein kleines Freibad vorhanden.
- In der näheren Umgebung gibt es zahlreiche Sehenswürdigkeiten wie z. B. die historischen Stadtbilder von Warburg, Hofgeismar und Bad Karlshafen, die Großstadt Kassel oder die Burgen im benachbarten Reinhardswald wie die Saba-, Trendel- oder die Krukenburg.